# Cals Notaris
Cals Notaris és una obra modernista de Mataró (Maresme) protegida com a Bé Cultural d'Interès Local.

## Descripció
Casal amb façana al carrer Palau i al Carreró. La façana al Carreró, de planta baixa i pis, incorpora elements modernistes en les obertures de planta baixa i especialment als finestrals del primer pis on s'observa arcs neogòtics ornamentals amb motius florals. La fusteria incorpora trífolis que s'adapten als arcs apuntats.

## Història
Emili Cabanyes amb la intervenció de Melcior de Palau i Simó va fer les reformes de can Cruzate o cals Notaris l'any 1905.